# Lucio Nicoletto
Lucio Nicoletto (Este, 18 de agosto de 1972) es un obispo católico italiano. Es el prelado electo de São Félix, en Brasil, desde 13 de marzo de 2024.

## Biografía
Nicoletto nació el 18 de agosto de 1972, en Este, Veneto, y se mudó con su familia a Ponso. De 1983 a 1987 asistió al colegio Manfredini, regentado por los Salesianos. 

### Sacerdocio
Fue ordenado diácono el 25 de octubre de 1997 y recibió la ordenación sacerdotal el 7 de junio de 1998. En mayo de 2005 fue destinado como misionero fidei donum en Brasil y en enero de 2019 recibió el cargo de vicario general de la diócesis de Roraima.

### Episcopado
El 13 de marzo de 2024 fue nombrado prelado de São Félix por el papa Francisco, sucediendo a mons. Adriano Ciocca Vasino. El 1º recibirá la ordenación episcopal, en la catedral de Padua, de manos del arzobispo metropolitano de Cuiabá Mário Antônio da Silva, co-consagrando al obispo de Padua Claudio Cipolla y a Adriano Ciocca Vasino, su predecesor en São Félix. El 30 de junio tomará posesión de la prelatura.